# 康塞桑-达阿帕雷西达
康塞桑-达阿帕雷西达是巴西米纳斯吉拉斯州的一个市镇。总面积349.489平方公里，总人口10215人，人口密度29.2人/平方公里。